# Sint-Catharinakerk (Doetinchem)
De Sint-Catharinakerk is een door de Protestantse Kerk in Nederland (PKN) gebruikte kerk in Doetinchem, die rond 1200 werd gebouwd. De kerk was oorspronkelijk gewijd aan de heilige Catharina van Alexandrië.
Aan het eind van de middeleeuwen werd Doetinchem regelmatig door branden getroffen. Bij de grootste brand, op 19 april 1527 veroorzaakt door een bakker die vlas in zijn oven wilde drogen, ging met nagenoeg de gehele binnenstad ook de Sint Catharinakerk verloren. Bij de herbouw verscheen de tegenwoordige gotische hallenkerk.
In maart 1945 werd het centrum van Doetinchem vier keer getroffen door onnauwkeurige Britse bombardementen. Ook aan de Sint-Catharinakerk werd daarbij ernstige schade toegebracht. Het herstel van de kerk begon in 1948 en werd in 1963 afgerond. Een belangrijk gevolg is dat de toren nu los staat van de rest van de kerk.

## Fotogalerij

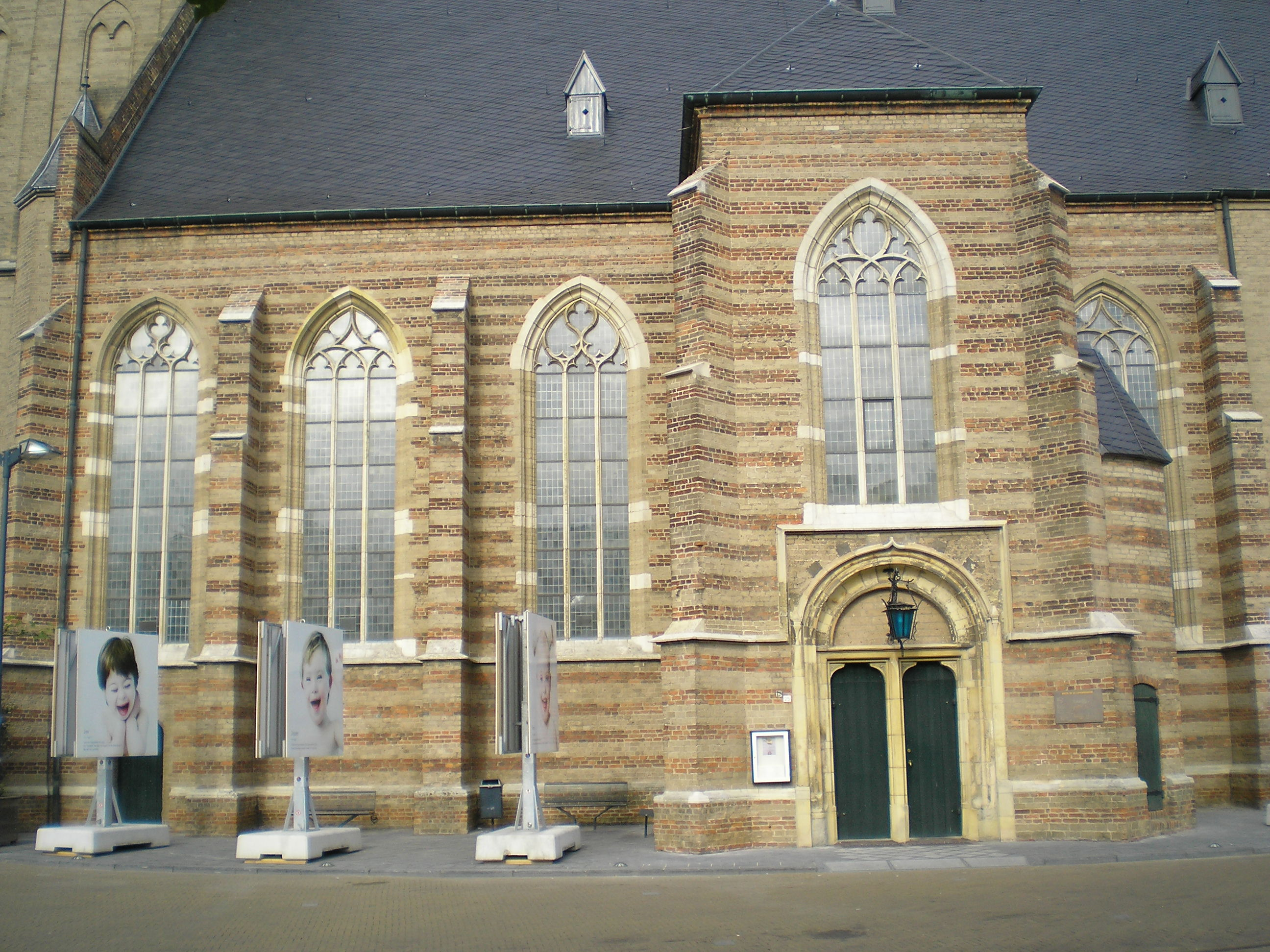
Ingang van de Catharinakerk
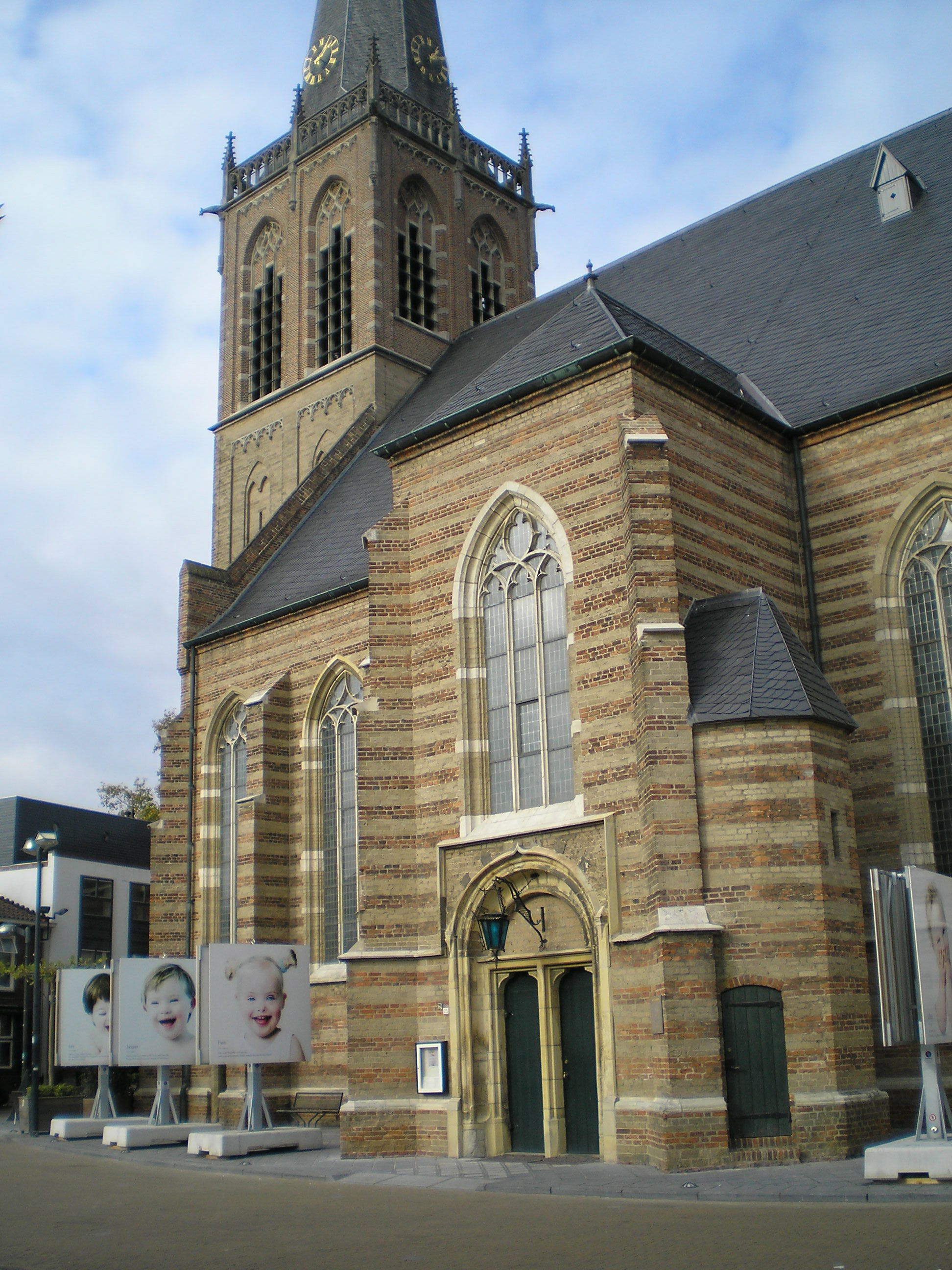
Sint-Catharinakerk aan het Simonsplein 25
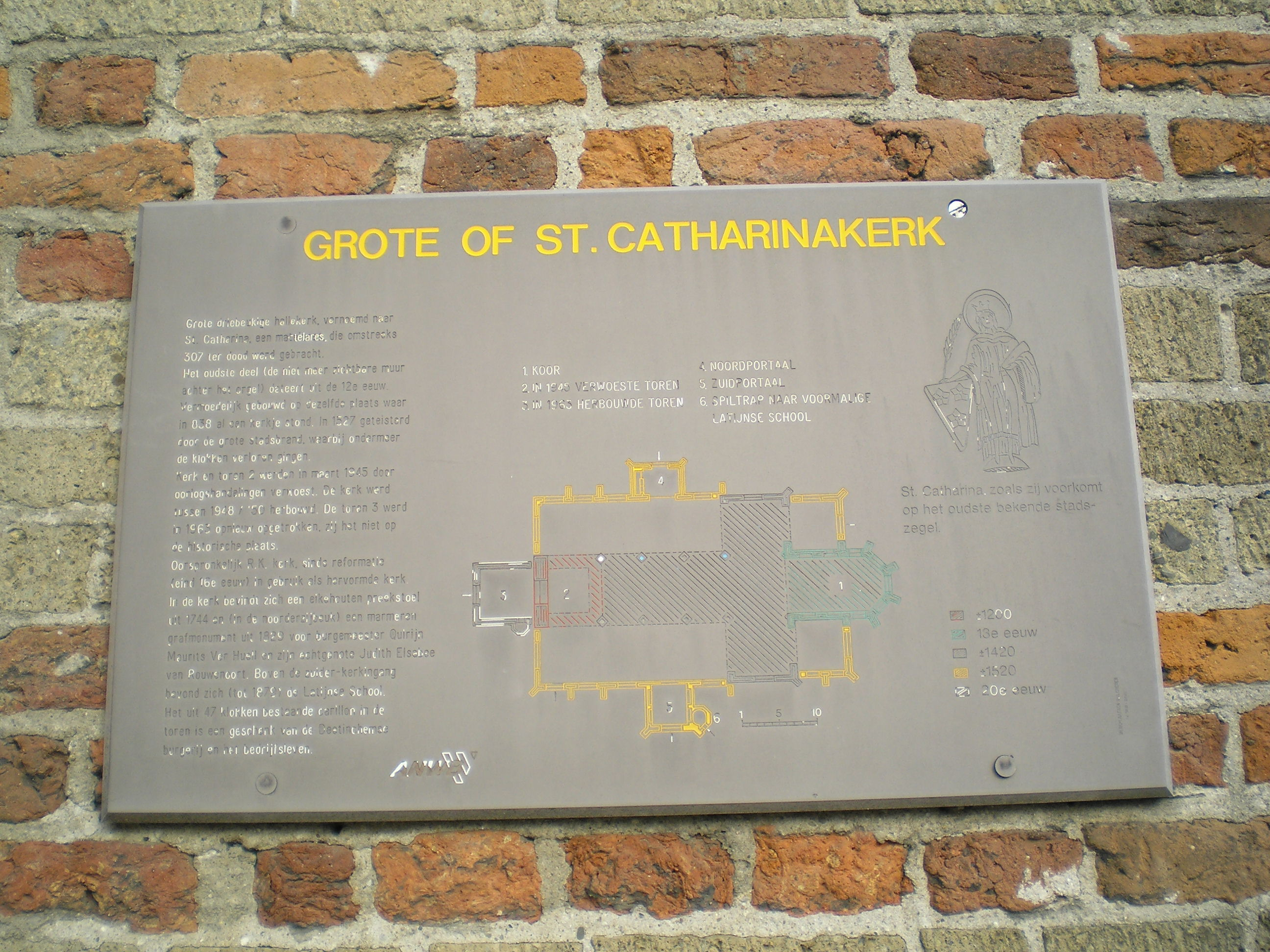
ANWB-bordje aan de Sint-Catharinakerk